# Франсуа Олланд
Франсуа́ Жера́р Жорж Ніколя́ Олла́нд (фр. François Gérard Georges Nicolas Hollande; нар. 12 серпня 1954, Руан, Приморська Сена, Нормандія, Четверта Французька республіка) — 24-ий президент Франції (2012—2017). Голова Соціалістичної партії у 1997—2008 роках. Обирався депутатом до Національних зборів Франції, був мером міста Тюль з 2001 до 2008 року.

## Біографія
Народився в місті Руан, у родині лікаря Жоржа Олланда й Ніколь Трібер, яка працювала у системі соціального забезпечення. Закінчив Вищу комерційну школу у Парижі, Школу політичних студій Парижа і Національну школу адміністрації. Пізніше працював радником у Рахунковій палаті.

### Особисте життя
З кінця 1970-х до 2007 року Франсуа Олланд перебував у цивільному шлюбі з кандидаткою на посаду президента від французької Соціалістичної партії на виборах 2007 року Сеголен Руаяль, з якою у нього народилося четверо дітей — Томас (1984), Клеманс (1985), Жюльєн (1987) та Флора (1992). У червні 2007 року, через місяць після поразки С. Руаяль під час президентських виборів 2007 року Олланд і Руаяль розійшлися, хоча офіційно шлюб ніколи не був зареєстрований.

## Політична кар'єра
Під час французького референдуму про європейську конституцію підтримував голоси «за», всупереч позиції керівництва соцпартії. За його ініціативи представники партії визначили підтримку конституції у Соцпартії із 59 % голосів, однак пропозиція підтримати Європейську конституцію не знайшла підтримки серед загалу громадян Франції на референдумі в травні 2005 року.

### Участь у президентських виборах
Головним претендентом на висунення від соціалістичної партії на Президентські вибори у Франції 2012 року був глава МВФ з 2007 до 2011 року — Домінік Стросс-Кан. Проте внаслідок сексуального скандалу та інших компроментувальних епізодів припинив свою участь.
Під час внутрішніх виборів Олланд 16 жовтня 2011 року став офіційним кандидатом від Соціалістичної партії на президентських виборах 2012 року, обійшовши лідера партії Мартін Обрі (56 % і 44 % відповідно). За даними соціологічних опитувань, за весь час до виборів Олланд випереджав свого головного конкурента, чинного президента Ніколя Саркозі.
За результатом першого туру виборів, що відбувся 22 квітня 2012 року, він отримав 10 273 480 голосів, що відповідає 28,63 % виборців, які взяли участь у голосуванні. Він обійшов чинного президента Ніколя Саркозі на 1,5 % і вийшов з ним у другий тур. Другий тур виборів відбувся 6 травня 2012 року. За попередніми даними, Олланд набрав 51,62 % голосів і став 24-им президентом Франції. Ніколя Саркозі, який набрав 48,38 % голосів, ще ввечері 6 травня визнав власну поразку й привітав Олланда з перемогою. Явка виборців у другому турі склала 80,34 %.

## Президентство

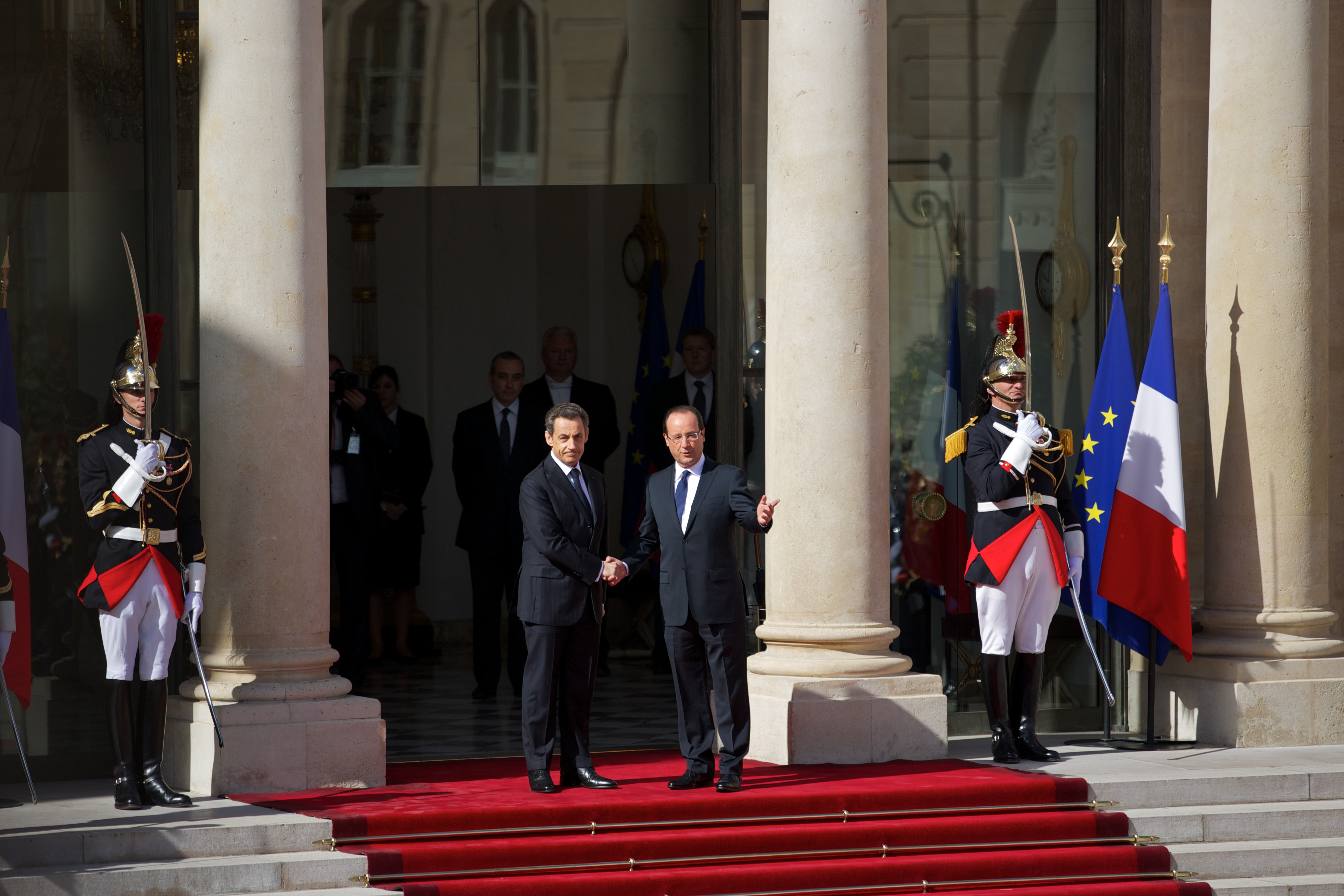
Ніколя Саркозі передає повноваження Президента республіки Франсуа Олланду

Франсуа Олланд обрали президентом Франції 6 травня 2012 року, інавгурація відбулась 15 травня.

### Політичний курс
- Зовнішня політика: підтримував виведення французьких військ з Афганістану до кінця 2012 року.[7]
- Європейська політика: мав на меті створити новий договір про партнерство між Францію та Німеччиною, підтримував прийняття Директиви для захисту громадських служб. Пропонує тісніше французько-німецьке партнерство, «прискорення створення франко-німецьких громадських служб, спільного дослідницького відділу, створення спільного індустріального фонду та спільних військових штабів».[8]
- Фінансова система: підтримував створення європейської рейтингової агенції та виступав за розділення кредитування та інвестицій у банках.
- Енергетика: виступав за зменшення частки ядерної енергетики з 75 % до 50 % на користь відновлюваних джерел енергії.
- Освіта: підтримував набір 60 000 тисяч нових учителів, створення знижок та тренувальних програм для того, щоб досвідчені працівники могли допомагати новим.
- Набір 5000 суддів, офіцерів поліції та жандармів.
- Зниження корпоративного податку до 30 % для середніх корпорацій та до 15 % для малих.
- Побудова 500 000 будинків щороку, включаючи 150 000 житлових, які мали фінансуватись подвоєнням максимальної ціни на А-паспорти; передача державних земель місцевим урядам протягом 5 років.
- Повернення до виходу на пенсію у 60 років для тих, хто працював більше 41 року.
- Повернення до нульового дефіциту ВВП 2017 року.[9]
- Виступав за ратифікацію Європейської хартії регіональних мов для визнання регіональних мов Франції.[10][11]
- Підтримка одностатевих шлюбів та права на всиновлення для ЛГБТ пар, планув серйозно зайнятися питанням 2013 року.[12]
- Забезпечення коштами для розвитку бідних передмість.[13]
- Хотів поєднати посади президентів Європейської Комісії та Європейської Ради у єдину посаду і пропонував обирати її напряму членами Європейського парламенту.

### Російська збройна агресія проти України 2014—2015
На фоні анексії Криму та підтримки озброєних сепаратистів на сході України Росією, що призвело до збиття Боїнга 777 біля Донецька Malaysia Airlines і смерті 283 пасажирів і 15 членів екіпажу, 22 липня 2014 року Франсуа Олланд висловився, що Франція поставить перший військовий корабель типу «Містраль» до Росії, бо Москва заплатила. Станом на березень 2015 року передача вже збудованих «Містралей» не відбулася.
5 лютого 2015 року Олланд заявив, що Франція не хоче, щоб Україна вступила до Північноатлантичного альянсу. Того ж дня Олланд разом з Ангелою Меркель приїхали до Києва, де під час зустрічі з Порошенком запропонували «нове вирішення конфлікту на основі територіальної цілісності України». 6 лютого Меркель та Олланд поїхали в Москву, де обговорили українську кризу з В. Путіним.
12 лютого В. Путін, Петро Порошенко, Ангела Меркель та Франсуа Олланд підписали договір про припинення воєнних дій на Донбасі. Президент Олланд назвав домовленості в Мінську полегшенням для Європи і надією для України. Того ж дня на саміті в Брюсселі Олланд заявив, що Росія ще не виконала умови для передачі «Містралів».
16 травня 2015 року Олланд пообіцяв, що Франція не постачатиме «Містралі» до Росії. 5 серпня Олланд та Путін вирішили припинити контракт на будівництво й постачання «Містралів».

## Посади
- 14 березня 1983 — 16 березня 1989 : муніципальний радник Юсселя.
- 23 червня 1988 — 1 квітня 1993; 2 червня 1997 — 14 травня 2012 : депутат від першого округу депаратменту Коррез.
- 17 березня 1989 — 24 червня 1995 : заступник мера міста Тюля.
- 23 березня 1992 — 30 березня 1992 : регіональний радник Лімузену.
- 1994—1995 : національний секретар Соціалістичної партії Франції з економічних питань.
- 1995—1997 : речник та національний секретар Соціалістичної партії Франції, відповідальний за зв'язки з пресою.
- 25 червня 1995 — 18 березня 2001 : муніципальний радник міста Тюля
- 1997—2008 : член національного бюро та перший секретар Соціалістичної партії Франції.
- 16 березня 1998 — 2 квітня 2001 : регіональний радник Лімузену.
- 20 липня 1999 — 17 грудня 1999 : депутат Європарламенту.
- 19 березня 2001 — 17 березня 2008 : мер міста Тюля.
- 20 березня 2008 — 15 травня 2012 : президент генеральної ради Коррезу.
- 15 травня 2012 — 14 березня 2017 : президент Франції.

## Нагороди
- Орден Свободи (Україна, 23 серпня 2017) — за вагомий особистий внесок у зміцнення міжнародного авторитету Української держави, популяризацію її історичної спадщини і сучасних надбань[26][27]

## Твори
Франсуа Олланд є автором низки публіцистичних книг так академічних праць, присвячених переважно внутрішньополітичним та економічним проблемам Франції:
- L'Heure des choix. Pour une économie politique (Час вибору. Для політичної економії), у співавторстві з П'єром Московісі, 1991. ISBN 2-7381-0146-1
- L'Idée socialiste aujourd'hui (Соціалістична ідея сьогодні), Omnibus, 2001. ISBN 978-2-259-19584-3
- Devoirs de vérité (Обов'язки правди), інтерв'ю з Едві Пленелем, éd. Stock, 2007. ISBN 978-2-234-05934-4
- Droit d'inventaires (Права на винаходи), інтерв'ю з П'єром Фав'є, Le Seuil, 2009. ISBN 978-2-02-097913-9
- Le rêve français (Французька мрія), Privat, 2011. ISBN 978-2-7089-4441-1
- Un destin pour la France (Доля Франції), Fayard, 2012. ISBN 978-2-213-66283-1
- Changer de destin (Зміна долі), Robert Laffont, 2012. ISBN 978-2-221-13117-6
- Les leçons du pouvoir (Уроки влади), Stock, 2018. EAN 9782234084971
- Bouleversements: Pour comprendre la nouvelle donne mondiale (Потрясіння: розуміння нового світового порядку), 2022. ISBN 978-2-234-09399-7
- Affronter (Зіткнення), Stock, 2021. EAN 9782234087262